# Santa Rosa Jauregui
Santa Rosa Jauregui är en ort i Mexiko.   Den ligger i kommunen Querétaro och delstaten Querétaro Arteaga, i den centrala delen av landet, 200 km nordväst om huvudstaden Mexico City. Santa Rosa Jauregui ligger 1 963 meter över havet och antalet invånare är 17 091.
Terrängen runt Santa Rosa Jauregui är varierad. Runt Santa Rosa Jauregui är det tätbefolkat, med 762 invånare per kvadratkilometer. Närmaste större samhälle är Santiago de Querétaro, 18,1 km söder om Santa Rosa Jauregui. Trakten runt Santa Rosa Jauregui består i huvudsak av gräsmarker.